# Chiesa di San Michele Arcangelo (Colonno)
La chiesa di San Michele Arcangelo è la parrocchiale di Colonno, in provincia e diocesi di Como; fa parte del vicariato di Lenno e Menaggio.

## Storia e descrizione

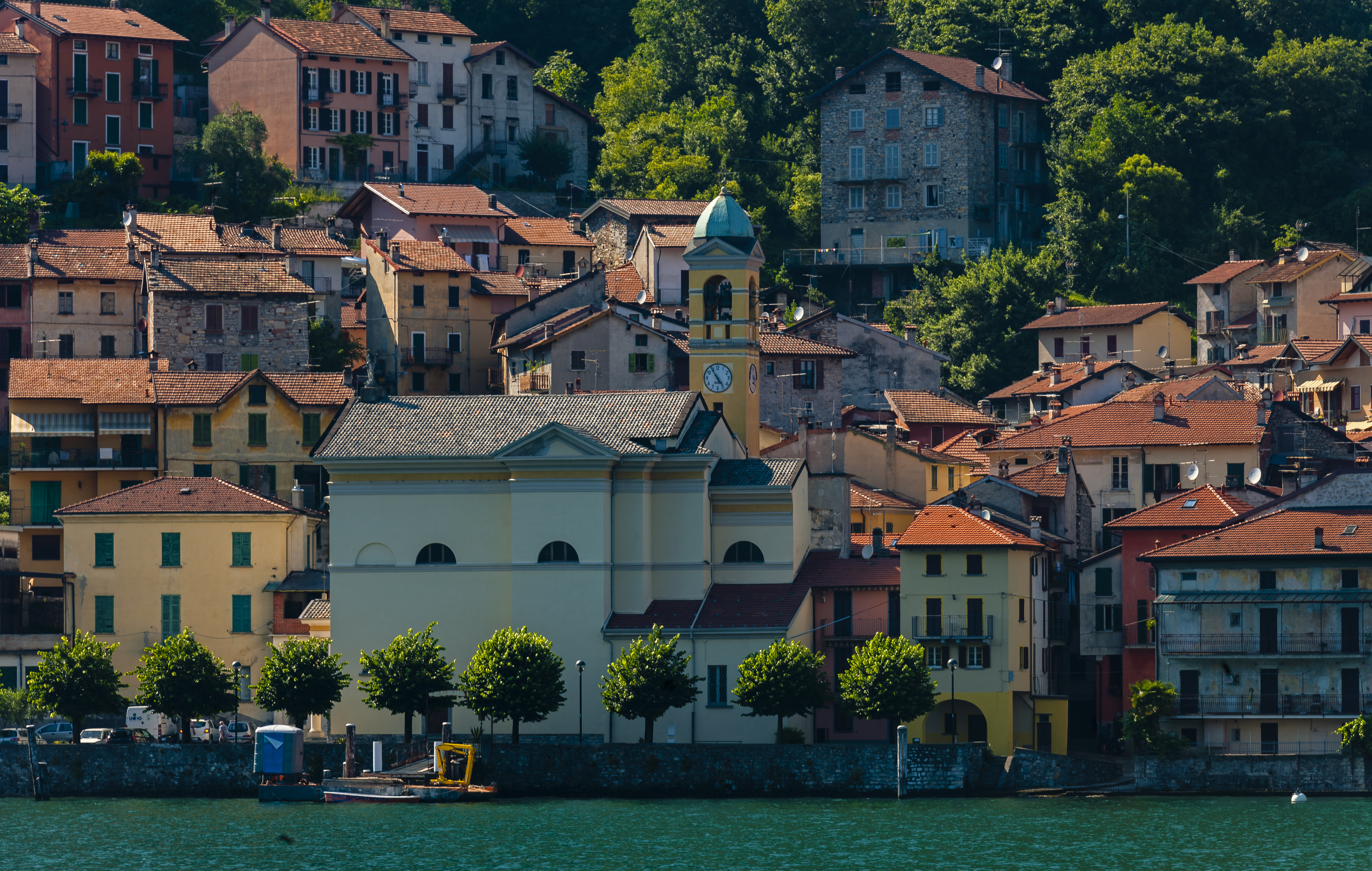
La chiesa vista dal lago.

La chiesa di San Michele Arcangelo è di stile neo-classico ma di origini romaniche; tracce della struttura originaria si possono ancora riscontrare nel campanile. 
La chiesa è ad un'unica navata con due cappelle laterali ed è decorata da diverse pitture murali. In un locale dietro l'altare sono conservate i lacerti di alcuni affreschi del XV secolo.
Fu costruita sopra un antico oratorio (citato nel 1593 dal Vescovo Ninguarda) appartenente alla pieve d'Isola, di cui si trovano le tracce nel campanile. Nel XIV secolo era composta da un'unica aula con affreschi nella volta del presbiterio. Nella seconda metà del Seicento fu aggiunta una cappella laterale, mentre nel 1877 viene completamente ricostruita e decorata dal pittore Luigi Morgari. Nel 1945 fu aggiunta una nuova torre campanaria.
All'interno della chiesa spicca una pala d'altare raffigurante San Michele nell'atto di colpire Satana. Un'ulteriore raffigurazione pittorica del santo titolare della chiesa si trova nella copertura della navata.